# Dudu (Syria)
Dudu (arab. ضوضو) – wieś w Syrii, w muhafazie Aleppo, w dystrykcie Afrin. W 2004 roku liczyła 186 mieszkańców.